# Иртыш (Омская область)
Ирты́ш — село в Черлакском районе Омской области России. Административный центр Иртышского сельского поселения.
Население — 2532 чел. (2010).
Основано в 1740 году как казачий форпост Изылбаш.

## Физико-географическая характеристика
Посёлок расположен в пределах Барабинской низменности, являющейся частью Западно-Сибирской равнины на правом берегу реки Иртыш. В 2,3 км к юго-востоку от села расположено озеро Казённое.
Географическое положение
Село Иртыш находится в 98 км к юго-востоку от Омска и в 51 км к северо-западу от районного центра посёлка Черлак.
Климат
Климат резко континентальный, со значительными перепадами температур зимой и летом (согласно классификации климатов Кёппена — влажный континентальный климат (Dfb)). Многолетняя норма осадков — 364 мм. Наибольшее количество осадков выпадает в июле — 60 мм, наименьшее в марте — 13 мм. Среднегодовая температура — 1,3 С.
Часовой пояс
Село Иртыш, как и вся Омская область, находится в часовой зоне МСК+3. Смещение применяемого времени относительно UTC составляет +6:00.

## История
Основано для защиты от джунгарских племён в 1740 году как казачий форпост Изылбаш. Кроме военной службы казаки занимались земледелием, рыболовством, разводили скот и птицу. К 1840 году Изылбаш стал редутом. По переписи населения в селе насчитывалось 105 дворов. В 1912 году открылась школа с четырёхлетним обучением. В 1920 году образован Изылбашский сельский совет рабочих, крестьянских и армейских депутатов.
В 1935 году по постановлению Омского обкома партии село Изылбаш становится районным центром. В 1937 году Изылбашский район переименовали в Молотовский, а село Изылбаш — в село Молотово. В нём действовали государственные и кооперативные предприятия, райпромкомбинат, райптицекомбинат, промартель. В 1957 году Молотовский район переименовали в Иртышский, а село Молотово — в село Иртыш. В том же году образован совхоз «Октябрьский». В 1963 году Иртышский район упразднили, а село Иртыш вошло в состав Черлакского района.

## Население
| 1926 | 1939  | 1959  | 2010  |
| ---- | ----- | ----- | ----- |
| 1001 | ↗2542 | ↗3412 | ↘2532 |

Гендерный состав
По данным Всероссийской переписи населения 2010 года в гендерной структуре населения из 2532 человек мужчин — 1166, женщин — 1366 (46,1 и 53,9 % соответственно).
Национальный состав
Согласно результатам переписи 2002 года, в национальной структуре населения русские составляли 83 % от общей численности населения в 2781 чел..

## Транспорт
Через посёлок проходит федеральная автодорога М38 Омск — Павлодар.